# Nghi Ninh Ông chúa
Nghi Ninh Ông chúa (義寧翁主, ? - 1466) là ông chúa nhà Triều Tiên, con gái của Triều Tiên Thái Tổ và Tán đức Chu thị. Hạ giá lấy Khải Xuyên úy Lý Đăng (李薆) sinh bốn nam, ba nữ.

## Gia quyến
Thân gia Toàn Châu Lý thị (全州 李氏) 
- Tổ phụ: Hoàn Tổ Đại vương
- Tổ mẫu: Ý Huệ Vương hậu Vĩnh Châu Thôi thị
  - Phụ hoàng: Thái Tổ Đại vương
  - Thân mẫu: Tán đức[1] Chu thị[2]

Khai Thành Lý thị (開城 李氏)
- Chương phụ: Phán Tư Thủy Giam sự (判司水監事) Lý Khai (李開)
  - Phò mã: Khải Xuyên úy Lý Đăng (李薆, 1379 - 1457)
    - Trưởng tử: Lý Hoảng (李宺)
    - Thứ tử: Văn Lương công Lý Tuyên (文良公 李宣)
    - Thứ tử: Không rõ tên
    - Thứ tử: Lý Hiếu (李孝)
    - Trưởng nữ: Không rõ tên, hạ giá lấy Tấn Châu Trịnh thị (晋州 鄭氏) Trịnh Thiều (鄭韶)
    - Thứ nữ : Không rõ tên, hạ giá lấy Thanh Đạo Kim thị (淸道 金氏) Kim Mãng Hoành (金孟衡)
    - Thứ nữ : Không rõ tên, hạ giá lấy Tân Bình Lý thị (新平 李氏) Lý Hào Sinh (李晩生